# Равно Рашће
Равно Рашће је насељено мјесто на подручју града Глине, Банија, Република Хрватска.

## Историја

### Други свјетски рат
У лето 1942. године приликом једног напада усташа и домобрана на село Равно Рашће, срез Глина, одведено је много жена и деце. Том приликом одведено је троје деце Стојана и Кате Паланчанина, и то Никола стар 12 година, Драгица 11 и Петар 6 година. Деца су прво транспортована у затвореним вагонима у Јасеновац у којима су остала 8 дана под стражом без хране. Одатле су их аутобусима пребацили у Стару Градишку, стрпали их у једну велику бараку, раније шталу за коње. Прва три дана нису добили ништа за храну, а четвртог су добили неко "упарено брашно". Пошто су одвојили децу од родитеља, сву женску децу до 9 година послали су у Порићанце, а у Градишци су остали само мушкарци изнад 12 година, које су обукли у усташку униформу. Од неколико хиљада, колико их је ту било, хрватске власти су око 400 дечака послали у Горњу Ријеку ради похађања школе, од којих је 200 помрло. Због напада партизана на Горњу Ријеку усташе су са децом побегле у Јаску, а када су партизани заузели Јаску, заробили су све усташе и око 7000 деце, која су ту била у логору. После 24 часа партизани су напустили Јаску, повели су са собом децу до Мрзлог Поља, где су их Немци бомбардовали. Тада су партизани одвојили одраслије дечаке и повели их са собом а остале оставили у Мрзлом Пољу, где су их поново преузеле усташе, потрпале у аутобусе и одвели у Самобор. Ту су остали 8 дана у једном логору. Одатле су одведени у Загреб, уписани код црвеног крста и после неколико дана распоређени. Мали Никола био је смештен код Антона Јежека у Великом Буковцу код Лудбрега, где је чувао марву и радио све кућне послове. Јежек и његова породица су га терали да иде у католичку цркву, али он то није хтео чинити. Сестра Николина Драгица, која је из Градишке послата у Порићанце, нашла се са братом у Мрзлом Пољу. Ту је неко време остала код жупника, али како је била сврабљива, није је хтео даље задржати, већ ју је уступио једној жени. Код ње је била 6 недеља. Одатле су је усташе одвеле у Самобор, затим у Загреб па у Лудбрег, и најзад је и она доспела у Велику Буковицу. Ту ју је узео католички жупник Мата Гожин, дао је у школу код часних сестара, које су је приморале да сваке недеље иде у католичку цркву. Николини и Драгичини родитељи који су били избегли у Србију, успели су да их преко пријатеља нађу у Великој Буковици, и да их 12. јула 1943. године доведу у Србију. О трећем детету нису ништа могли дознати.

### Распад СФРЈ
Равно Рашће се од распада Југославије до августа 1995. године налазило у Републици Српској Крајини.

## Становништво
На попису становништва 2011. године, Равно Рашће је имало 129 становника.
| Националност       | 1991. | 1981. | 1971. | 1961. |
| Срби               | 198   | 239   | 295   | 368   |
| Хрвати             | 105   | 124   | 121   | 122   |
| Југословени        | 6     | 7     | 15    | 1     |
| Словенци           |       |       | 2     | 2     |
| Мађари             |       | 1     | 1     |       |
| Муслимани          |       |       |       | 2     |
| остали и непознато | 5     | 14    | 6     | 1     |
| Укупно             | 314   | 385   | 440   | 496   |

| Демографија | Демографија | Демографија |
| Година      | Становника  | Становника  |
| ----------- | ----------- | ----------- |
| 1948.       | 457         |             |
| 1953.       | 485         |             |
| 1961.       | 496         |             |
| 1971.       | 440         |             |
| 1981.       | 385         |             |
| 1991.       | 314         |             |
| 2001.       | 163         |             |
| 2011.       |             | 129         |

## Попис 1991.
На попису становништва 1991. године, насељено место Равно Рашће је имало 314 становника, следећег националног састава:
| Попис 1991.‍  | Попис 1991.‍  | Попис 1991.‍ | Попис 1991.‍ | Попис 1991.‍ |
| ------------ | ------------ | ----------- | ----------- | ----------- |
|              |              |             |             |             |
| Срби         | Срби         |             | 198         | 63,05%      |
| Хрвати       | Хрвати       |             | 105         | 33,43%      |
| Југословени  | Југословени  |             | 6           | 1,91%       |
| Словенци     | Словенци     |             | 1           | 0,31%       |
| неопредељени | неопредељени |             | 4           | 1,27%       |
| укупно: 314  |              |             |             |             |